# هامدن (نيويورك)
هامدن (بالإنجليزية: Hamden, New York)‏ هي بلدة أمريكية تقع في الولايات المتحدة في مقاطعة ديلاوير. يقدر عدد سكانها بـ 1,323 نسمة ومساحتها 155.0 كم2 وترتفع عن سطح البحر 387 متر.